# 静電気
静電気（せいでんき、英: static electricity）とは、摩擦電気など、物体にたまったまま動かない電気のことである。

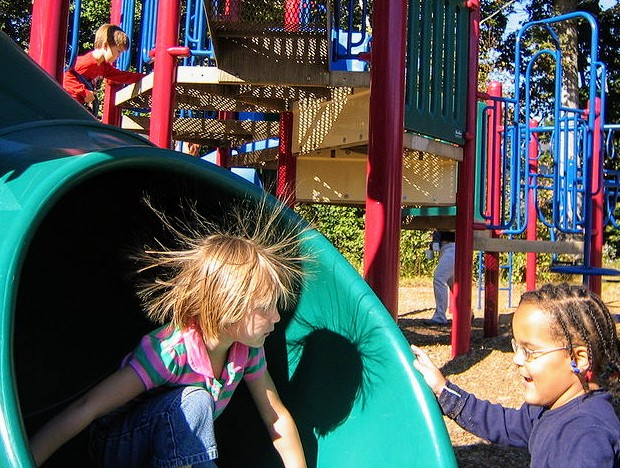
滑り台に接触して発生した静電気によって髪が互いに反発している(反発の例)

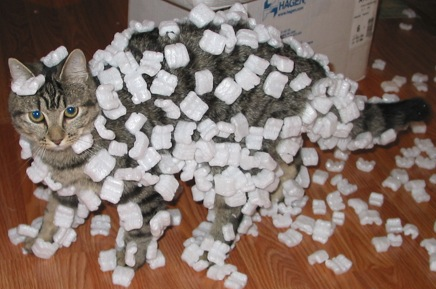
猫の動きによって被毛に静電気が蓄積され、発泡プラスチック製の梱包材が体にまとわりついている(引き寄せの例)

## 概要
静電気は、物体（主に誘電体）に電荷が蓄えられている（帯電する）状態や、蓄えられている電荷そのもののことを指す場合もある。電荷は常に電界による効果と磁界による効果を持つが、静電気と呼ばれるのは電界による効果が際立っている場合である。
物体に他の物体から摩擦や強い力が加わると、負の電荷が移動して正の電荷と負の電荷のバランスが崩れ、それぞれ正に帯電した状態と負に帯電した状態になる。これらは同じ種類の電荷は互いに反発し（斥力）、違う種類の電荷は引き合う（引力）という性質をもち、これらの力を静電気力という。
発見は古く、紀元前600年頃にはタレスによる摩擦帯電についての記述が存在している。電池や電磁誘導の原理が見い出されるまで、電気といえば静電気のことであった。あまり使われない用語だが、対義語として動電気がある。ただし、静電気学では動電気という言葉は使われることはほぼなく、動電気の定義のものであっても、静電気の現象として扱われることがほとんどである。
しばしば、摩擦帯電によって生じる電荷のことを指して静電気と呼ぶが、本来は摩擦帯電も静電気現象の一つでしかない。例えば圧電効果なども静電気の範疇である。雷もまた、雲に蓄えられていた静電気によって引き起こされる放電現象である。
英語の electricity（電気）という言葉を最初に使ったのはトーマス・ブラウンで1646年のことだが、これはウィリアム・ギルバートが1600年に使ったラテン語の新語 electricus が元になっている。なお、electricus という言葉は13世紀ごろから使われていたが、ギルバートは初めてこの言葉を「琥珀のようにものを引き付ける特性（つまり静電気）」という意味で使った。ギルバートは摩擦によって effluvium（目に見えない放出物）が取り除かれることでその物体がものを引き付けるようになると考えており、電荷という考え方には至っていない。
日本においても静電気学会によって応用方法や事故防止の方法が研究されている。

## 発生

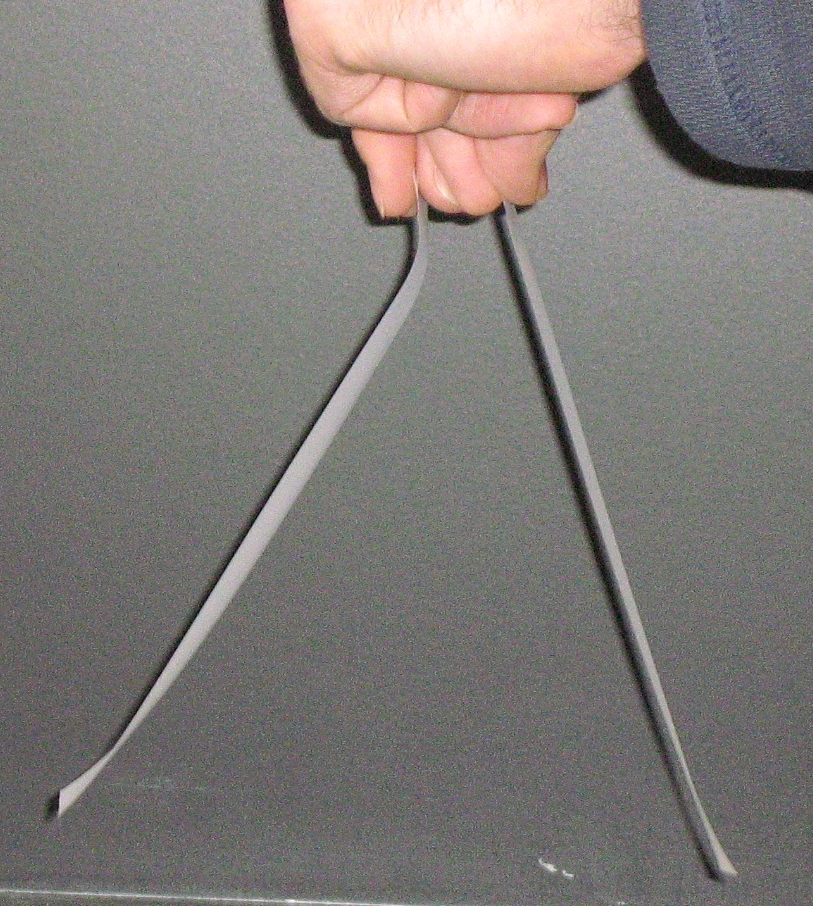
セロハンテープの同じ電荷による反発

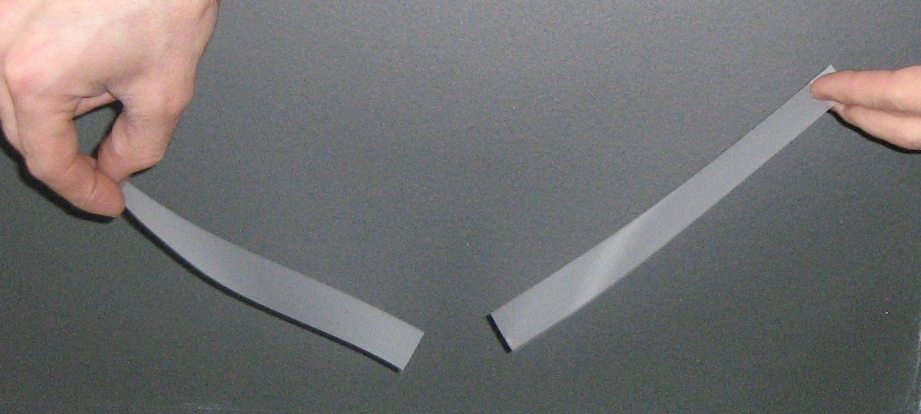
セロハンテープの異電荷による引き寄せ

もっとも身近な静電気は、2種類の誘電体（絶縁体）の摩擦によって生じる。誘電体をこすり合わせたときに生じる静電気の符号は、物体の組み合わせによってきまる。組み合わせたときに正の電荷を生じるものを右に、負の電荷を生じるものを左になるように並べると、誘電体を一直線上に並べることができ、この配列のことを帯電列と呼ぶ。帯電の極性は帯電列によって決まり、異なる物質間の帯電では帯電列が離れているほど高くなる。
この他、帯電した物体への接近（静電誘導および誘電分極）や、物理的な応力（圧電効果）、温度変化（焦電効果）によっても生じる。実験用途や工業用途で静電気を利用する場合には、ヴァンデグラフ起電機のような静電発電機や、コッククロフト・ウォルトン回路のような昇圧回路を用いる。物体に蓄えられている電荷は自分自身に反発するため、静電気はもっとも広がった状態、すなわち物体の表面に分布する状態がもっとも安定であり、ファラデーケージはこれを原理とする。

## 利用
静電気の利用には、放電現象を利用する場合と、電荷による吸引や反発力を利用する場合がある。電荷による力は距離の2乗に反比例するため、これを利用する場合には対象が細かいほど適している。このため、加速器やイオンエンジンは究極の用途とも言える。産業分野でも、静電植毛・静電塗装や集塵装置のように霧状や煙状の物質（分散系や粉粒体）を扱う用途にしばしば利用されているほか、小型のアクチュエータやモーターへの応用もある。静電気を応用した電子部品としては、一連の圧電素子や水晶振動子、焦電素子、コンデンサ型マイクロフォンなどがある。これらは該当項目を参照のこと。また、身近な応用として有名なものの一つに、レーザープリンターや複写機に用いられる感光ドラムの原理がある。
放電現象の応用では、放電のエネルギーを利用した点火装置が代表的である。コンロやライターなどの身近なガス点火装置も圧電素子による静電気を利用している。また、空気中での放電はオゾンの生成に利用される。

## 静電気の影響

### 日常生活での影響
日常生活のなかではドアノブに触れたり自動車のキーを差し込むときに放電が起きて痛みを生じることがある。日常生活では絨毯の上を歩くことで床と人体との間で静電気が生じたり、化学繊維を用いた衣服がこすれることによって帯電したりすることがある。人体表皮からの放電はおおむね痛みを伴い、やけどの痕が確認できるものもある。
生活の乱れから血液中のマイナスイオンが不足している状態になっていると、自然とマイナスの電気を呼び寄せる帯電体質になりやすいという言説があるが、そもそも「帯電体質」というほどの個人差はないとされる。
なお、帯電した物体は埃や塵を吸い寄せるため、美観を損ねるなどの影響もある。

#### イヤホン、ヘッドホンへの影響
イヤホンから、微弱な電気ショックが発生する可能性がある。空気が乾燥している場所や、合成繊維などの特定の素材を身につけている状態で、ハードウェアに静電気が帯電した場合、イヤホンを通して微弱ながら電気ショックがある。

### 静電気による事故

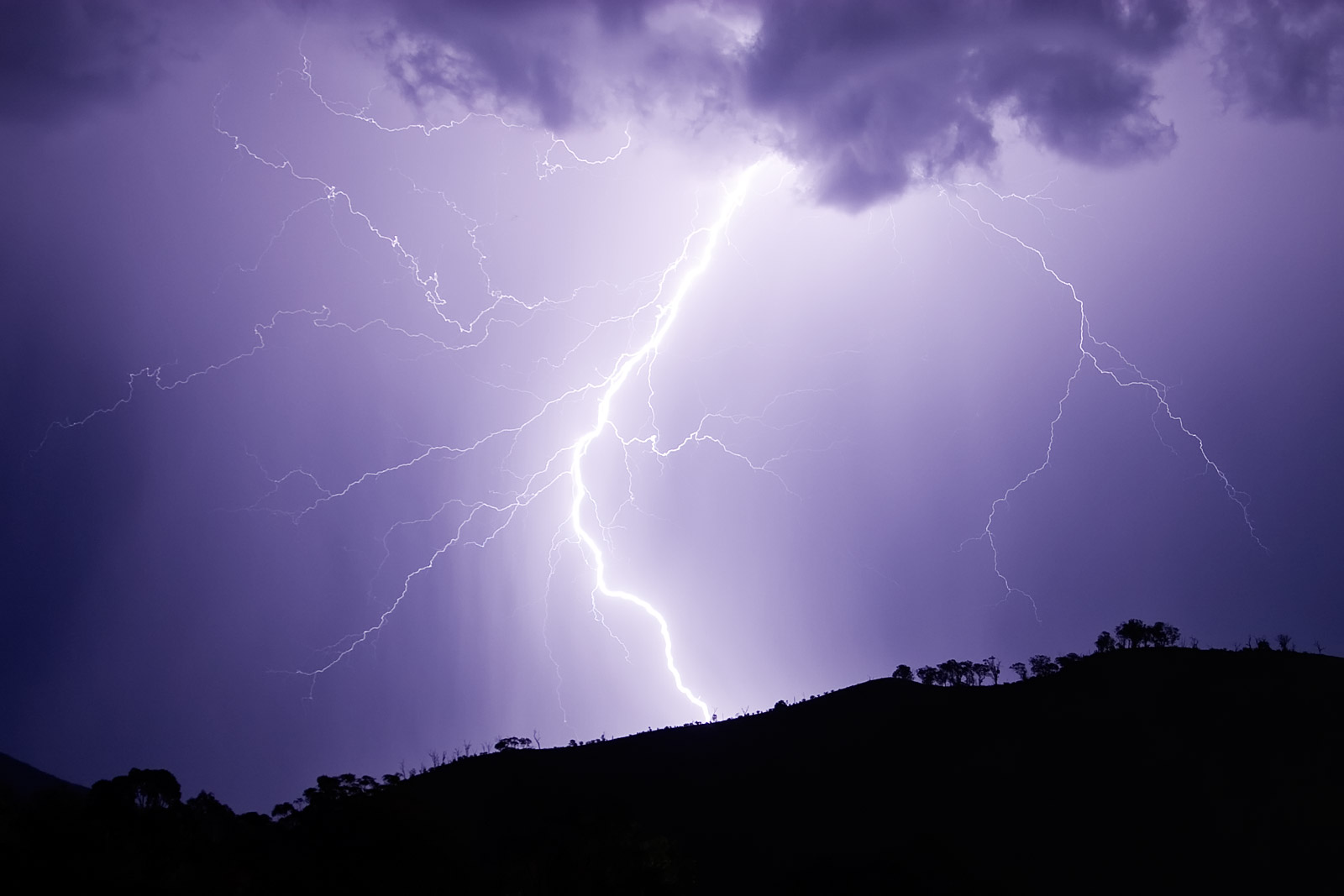
自然放電

通常は流れる電流も小さく生命機能に影響を与えることは少ないが、可燃性液体や気体（可燃性蒸気も含まれる）、火薬などを扱う場所で火花放電が起こると、引火による爆発や火災などの大事故になり得る。

#### ガソリンスタンドでの引火事故
セルフ式のガソリンスタンドでは、揮発した可燃性蒸気（ヴェーパ）が突然に発火する現象が発生する場合が有る。客の乗降時の着衣等における静電気蓄積による火花等が原因とされ、注意がうながされている。ガソリンスタンド従業員は帯電防止の着衣等の対策をしているためにこうした事故はおこりにくいが、一般客の場合は給油前に給油機に貼られている放電プレートに触れる事が指示されており、事故防止の対策として実施されている。日本では2005年に客が除電後に店員を捜し回り、その後、給油を再開したところ再び静電気を帯電していたため静電気放電が起きてガソリンに引火した事故が起きている。
かつては自動車自体が帯電し静電気の原因となっており、アースベルトにより静電気を逃がすといったことも行われていたが、現在ではタイヤが導電性の高いものになっており自動車が帯電することは見られなくなった。

#### 集塵機での出火事故
鉄粉を集塵機に吸引中に鉄粉とフィルターとの摩擦により静電気のスパークが生じて出火する事故が起きている。

#### 可燃性混合気への引火事故
酢酸エチルの小分け作業中に静電気放電による火花が酢酸エチル蒸気に引火し拡散燃焼する事故が起きている。

#### 人工衛星
人工衛星の場合は、太陽活動が活発な時期に高エネルギー電子等の影響で衛星が帯電して、放電が起きることにより、衛星が全損する例もある（1973年のDSC-II、1982年のGOES-4、1991年のMARCUS‐A、1997年のINSAT‐2Dなど）。このような被害を防止するためには、設計・組み立て段階で各機器や断熱カバーの接地を念入りに行っておく必要がある。

## 静電気対策

### 帯電防止対策
静電気対策は帯電防止対策が基本となる。一般向けには静電気対策グッズ等が販売されている。
接地
接地設備の設置や帯電防止服の着用など。
帯電防止
加湿、作業物の所定時間の静置、帯電防止剤の使用など。
除電
除電装置（交流式、自己放電式、高周波コロナ式）の使用など。
防爆対策
不活性ガスの利用など。

### 製造現場における静電気対策
ICなどの半導体部品や液晶は静電気による高電圧が素子を破壊する恐れがあり、静電気によるほこりの付着も嫌う。電子機器や半導体部品や電子部品、HDD（ハードディスクドライブ）、液晶などの生産現場には静電気を発生させない対策や静電気を漏洩させる対策や、静電気を除電中和するイオナイザーをはじめ、様々な静電気対策が施されている。
また、作業員自身の静電気対策として静電気が起こりにくいような服装をしたり、リストストラップや静電気対策床と静電気対策靴を用いて体の一部を電流制限抵抗成分を介しアースに接続しておくなどの対策も行われている。一般家庭において、PCの内部を触るときなども、電子部品に触れる前に筐体の金属部分に触れるなどして静電気を逃がすのが安全である。筐体の金属部位を触った瞬間は人体の電位と電子機器の筐体の電位差が無くなるが、人体に対して何も静電気対策していない場合、筐体から手を離した次の瞬間には、人体の衣服などによる摩擦帯電等の静電気帯電が始まり、非常に危険である。電子機器の内部などを手で触れる場合は必ず人体の静電気対策としてリストストラップの着用が必須である。ホビーとして各種の電子回路などを扱う際にも静電気には留意するべきであり、アースのためのクリップ付きコードを接続するリストバンドや静電気帯電防止靴(安全靴)などが市販されている。
小麦粉の製造やカーボンブラックの製造でも粉塵爆発は静電気によるものが殆んどで往々にして大被害を起こす。